# Сант'Анджело дел Песко
Сант'А̀ндело дел Пѐско (на италиански: Sant'Angelo del Pesco) е село и община в Централна Италия, провинция Изерния, регион Молизе. Разположено е на 805 m надморска височина. Населението на общината е 370 души (към 2010 г.).